# Wolfgang Berndt (Künstler)
Wolfgang Berndt (* 1953 in Leverkusen) ist ein deutscher Bildender Künstler der Computer-generierten Kunst. Berndts Arbeiten geben als materielle Objekte etwas sichtbar, denn sie gewähren „Einblick in das Spiel komplexer algorithmischer Prozesse, aus denen sie selbst hervorgegangen sind.“

## Leben
Berndt ist nach mathematisch-technischer Ausbildung über die Stationen Software-Entwicklung, Grafik und Preprint zur Entwicklung eigener Software für algorithmische Bildgenerierung gelangt. Neben seiner Beschäftigung mit der Weberei (“Das Bauhaus webt”) unter algorithmischen Gesichtspunkten, gilt sein Interesse seit den 1990er-Jahren der (Mikro-/Makro-) Typographie und dort insbesondere dem Bauhaus und seinem Umfeld, etwa Jan Tschichold. Verbindungen entstehen immer wieder aus der Zeichenhaftigkeit seiner „generativen Irrgärten“ (mazes / typomazes). Berndt stellte ab 2008 regelmäßig in der Galerie dr. julius/ap aus und war seither bei den Messeauftritten der Galerie in Berlin, Köln, Amsterdam und Basel vertreten. Seit 2022 wird er von der Kölner Galerie r8m vertreten. Berndt ist seit 2007 Mitglied in der Gesellschaft für Kunst und Gestaltung und seit 2008 in der Gruppe konkret. Er lebt in Köln-Sülz.

## Werk
Zu seiner generativ erzeugten Kunst schreibt Hans-Christian von Herrmann, Professor an der TU Berlin mit Forschungsschwerpunkt in der Medien- und Wissenschaftsgeschichte der Künste: „Durch die Ausschaltung des Handwerklichen ist sie, was ihre Entstehung betrifft, ganz angewandte Mathematik. Sie ist daher, wenn sie gegenstandslos bleibt, auch nicht abstrakt, sondern vielmehr konkret – im Sinne reiner Konstruktion – und damit der Simulation näher als der Illusion. Gleichwohl kann sich der Betrachter in sie versenken, nun aber mit einem forschenden Blick, der verfolgt, wie Oberflächen strukturiert und aufgefächert werden oder auch architektonisch in den Raum zu treten scheinen“.

## Ausstellungen (Auswahl)
- 2025 – Linie, Rhythmus, Raum, Struktur – Wolfgang Berndt, Cornelia Rohde, Matsumi Okada, Jürgen Foster, Rob R. Ros. Kunstraum 383, Köln
- 2025 – Wolfgang Berndt, Cordula Prieser, rooose und Klaus Wiesel. Verein für aktuelle Kunst/Ruhrgebiet e.V. (VfaKR), Oberhausen
- 2025 – Affordable Art Fair Brussels, Galerie r8m, Köln
- 2024/25 – EDITIOON #3, Galerie r8m, Köln
- 2024: Nicht abstrakt, ganz konkret. Mit Gruppe konkret. Museum Modern Art, Hünfeld[3]
- 2024: Non, je ne regrid rien. Galerie r8m, Köln
- 2022: New Grids on the Block. Galerie r8m, Luxemburger Straße 197, 50939 Köln
- 2022: ≈70m:2217. Eine filmische Animation von Wolfgang Berndt im drj Street Screening Programme 2022. drj, Digitales Schaufenster, Leberstraße 60, 10829 Berlin
- 2013: bits and pieces. Wolfgang Berndt – Generative Grafik, Burchard Vossmann – Objekte + Collagen. dr. julius, Berlin
- 2011: systemvertreter. Generative Grafik von Wolfgang Berndt. 27. November 2011 bis 31. Januar 2012, dr. julius im Plattenpalast, Wolliner Straße 50, 10435 Berlin-Mitte
- 2011: und strukturiert. Generative Grafik von Wolfgang Berndt. dr. julius, Leberstraße 60, 10829 Berlin